# 100 Questions (série télévisée)
 (août 2018).
Pour les articles homonymes, voir 100 Questions.
100 Questions (ou 100 Questions for Charlotte Payne) est une série télévisée américaine en six épisodes de 24 minutes, créée par Christopher Moynihan et diffusée entre le 27 mai et le 1er juillet 2010 sur le réseau NBC et en simultané au Canada sur Citytv.
Cette série est inédite dans tous les pays francophones.

## Synopsis
Charlotte Payne recherche l'amour ! Elle a rencontré beaucoup d'hommes mais pas encore le vrai amour. Après tous ses échecs sentimentaux, elle décide de rejoindre un site de rencontres qui détermine la compatibilité de son profil à travers un test de 100 questions. Ces questions n'étant pas évidentes pour Charlotte et la ramenant chacune d'elles à se souvenir d'un moment passés aux côtés de ses amis Jill, Leslie, Wayne et Mike. Le questionnaire lui permet au fur et à mesure de découvrir ce qu'elle souhaite réellement dans une relation.

## Distribution
- Sophie Winkleman : Charlotte Payne
- Christopher Moynihan (en) : Mike Poole
- Smith Cho : Leslie
- Collette Wolfe : Jill
- David Walton : Wayne Rutherford
- Michael Benjamin Washington : Andrew

## Épisodes
1. titre français inconnu (What Brought You Here?)
2. titre français inconnu (Are You Open Minded?)
3. titre français inconnu (Are You Romantic?)
4. titre français inconnu (Have You Ever Dated a Bad Boy?)
5. titre français inconnu (Wayne?)
6. titre français inconnu (Have You Ever Had a One-Night Stand?)

## Commentaires
- Le pilote original était réalisé par James Burrows, Elizabeth Ho tenait le rôle de Leslie, Joy Suprano le rôle de Jill, et Amir Talai le rôle d'Andrew. Le pilote a été tourné de nouveau avec Alex Hardcastle comme réalisateur et les trois rôles changés.
- La série devait originellement débuter en mars 2010 après la diffusion des Jeux olympiques d'hiver de 2010[2], mais a été repoussée à plus tard et a été réduite de 13 à 6 épisodes.